# Дезинтермедиация
Дезинтермедиация (англ. Disintermediation) — это устранение посредников в экономике из цепочки поставок, или «вырезание посредника». Вместо того чтобы идти через традиционные каналы распределения, которые включают некоторый тип промежуточного посредника (например, дистрибьютора, оптовика , брокера или агента), компании могут теперь иметь дело с каждым клиентом напрямую — например, через Интернет. Основная цель этого типа решения является сокращение расходов.
Дезинтермедиация инициированная потребителями часто является результатом высокой прозрачности рынка, проявляющейся в том, что покупатели осведомлены о ценах поставки непосредственно от самого производителя. Потребитель покупая непосредственно у производителя обходит посредников (оптовых и розничных торговцев) и таким образом платит меньше. В качестве альтернативы покупатели могут приобрести товар по оптовым ценам, исключая из этого процесса розничного продавца. Часто в качестве моста между производителем потребителем выступает компания электронной коммерции B2C.
К примеру, типичная B2C цепочки поставок состоит из четырех или пяти участников (по порядку):
- Поставщик
- Производитель
- Оптовик
- Розничный торговец
- Покупатель

Интернет вследствие прозрачности рынка может сократить цепочку поставок до трех:
- Поставщик
- Производитель
- Покупатель

## История
Термин первоначально относился к банковской отрасли и появился примерно в 1967 году: дезинтермедиацией называли операцию, когда вкладчик осуществлял прямое инвестирование своих средств в ценные бумаги (государственные и частные облигации и акции), а не оставлял свои деньги на сберегательных счетах в банке. Первопричина заключалась в правительственном регулировании США (Правило Q), которое ограничивало размер процентной ставки, выплачиваемой по депозитам счета, которые были застрахованы Федеральной корпорацией по страхованию депозитов.
Позже этот термин стали применять в более общем плане «вырезания посредника» в торговле, хотя финансовый смысл оставался преобладающим. Только в конце 1990-х этот термин стал популярным.

## Влияние дезинтермедиации на различные отрасли промышленности
Сильное влияние
- Компьютерное аппаратное и программное обеспечение
- Туристические агентства
- Книжные магазины и магазины музыки
- Стоковые магазины электронной коммерции

Значительное влияние (не переходящее в сильное вследствие юридических ограничений)
- Алкогольные напитки
- Недвижимость

Рынок недвижимости является общественным. Покупатели и продавцы открыто общаясь между собой раскрывают информацию и проводят переговоры для обмена товара или услуги. Интернет прозрачность предоставляет покупателям жилья возможность просмотреть и сравнить различные предложения, введенные по отдельными критериями поиска. Это экономит их стоимость разведки и дает доступ к много новых возможностей продукта, когда вступит в сделку. Кроме того, продавцы нашли инструмент для интересов клиентов и продаж. Они теперь могут сосредоточиться на веб-инструментов, с целью повышения эффективности необходимые для этого типа операций.
Прозрачность, связанные с ним, оказалось трудностью для агентов по недвижимости, оценщики и арендованном жилье, связанные со сбором пошлин (или комиссии). Это нарушило баланс точку, положив покупателей в привилегированном положении. Когда вы открываете доступ к информации, ранее только зарезервированы для брокеров / юристы, продавцы и покупатели получения экономических выгод,
Эта прозрачность затрудняет для агентов по недвижимости, оценщики, кредиторов и т. д. сбор платежей — представляющих их маржу. Открывая доступ к информации вне брокеров покупатели и продавцы теперь получить экономические выгоды, которые раньше были связаны только с дилерами или распространялись в среде небольшой группой финансистов.
- Брокерские услуги для хедж-фондов

- Здравоохранение — в направлении развития электронного здравоохранения, в частности, Consumer Health информатики
- Аренда и дистрибъюция видео

Ниши, на которых не удалось внедрить дезинтермедиацию
- Мебель
- Бакалейные товары
- Товары для домашних животных (в частности, корма для собак)

## Обсуждение
Ярким примером является дезинтермедиации Dell, Inc, которая продает много своих систем непосредственно к потребителю — минуя розничную сеть. В районах, не подключенных к Интернету, дезинтермедиация была важной стратегией осуществляется ритейлеров, таких как Wal-Mart, пытались таким образом, чтобы снизить цены за счет сокращения числа посредников между поставщиком и заказчиком. Дезинтермедиации также тесно связано с идеей как раз во время производства, так как устранение необходимости инвентаризации удаляет одну функцию посредника.
Наличие законов, которые препятствуют дезинтермедиации приводится в качестве причины плохих экономических показателей из Японии и Германии в 1990 году.
Однако, связанных с Интернетом дезинтермедиации произошло реже, чем многие ожидали, во время бума интернет-компании . Розничные продавцы и оптовики обеспечивают основные функции, такие как предоставление кредита, агрегация продуктов от различных поставщиков, и обработка возвратов. Кроме того, перевозки грузов от производителей во многих случаях может быть гораздо менее эффективны, чем перевозка их в магазин, где потребитель может их забрать (если поездка потребителя в магазин игнорируется). В ответ на угрозы дезинтермедиации, некоторые ритейлеры начали пытаться интегрировать со стандартной виртуальной продажи — осуществляется в магазинах. Эта стратегия известна как bricks and clicks.

## Примеры компаний
Наиболее ярким примером является дезинтермедиации Dell, который удалось создать бренд, хорошо известный потребителям, выгодно и с непрерывным ростом. Кроме того, может быть, наиболее ярким примером является Levi Strauss компания, которая неудачно запустил веб-сайт многомиллионной доллара, а затем закрыть большую часть своих онлайн операций.

## Дезинтермедиация в маркетинге
Современная тенденция спрямления связей между производителем и потребителем за счет сокращения посреднических звеньев и благодаря новым возможностям персонифицированных коммуникаций. Д. возникает, когда технология, культура или фирма предоставляют возможность обойтись без ранее традиционной посреднической трансакции. В этой связи различают три основных вида Д.: технологическую, культурную и корпоративную.
Технологическая Д. — это устранение профессионального посредника, прежде входившего в канал распределения данного продукта от производителя к потребителю. Потребитель воспринимает канал распределения как расстояние между принятием решения о приобретении товара/услуги и началом их потребления. Поэтому сокращение канала воспринимается им как приближение к потреблению.
Культурная Д. — это устранение «лица влияния», «нештатного» посредника, прежде дававшего информацию, советы и своим авторитетом способствовавшего принятию решения о покупке. Современная множественность каналов получения информации приводит к тому, что клиент обращается к производителю уже после изучения имеющейся информации и принятия решения, причем не столько для консультаций, сколько для уточнения некоторых сведений, которыми в достаточной мере часто владеет только сам производитель.
Корпоративная Д. выражается в изменении распределения ролей и труда в бизнес-организациях, упрощении организационных структур. В результате корпоративной Д. каждый работник получает большие интеллектуальные возможности и права для принятия решений. Иначе говоря, функции посредника и консультанта становятся способными выполнять многие современные работники фирмы-производителя. Правда, таких работников надо тщательно подготовить, обучить и мотивировать. Д. предъявляет особые требования не только к производителям, но и к потребителям: в условиях Д. все большее значение приобретают навыки и умения, связанные с самостоятельностью в принятии решений, работой в условиях неопределенности, повышенного риска и т. д.
Интернет-маркетинг дал возможность реализации в маркетинге концепции «корни травы», отразившей новый характер информационного обмена: клиент сам становится активным поставщиком информации о своих потребностях; фирме надо только внимательно анализировать его интернет-активность.